# Macrosiagon pusilla
Macrosiagon pusilla is een keversoort uit de familie waaierkevers (Rhipiphoridae). De wetenschappelijke naam van de soort is voor het eerst geldig gepubliceerd in 1855 door Gerstaeker.